# El Pebré
El Pebré és una casa eclèctica de Tiana (Maresme) inclosa a l'Inventari del Patrimoni Arquitectònic de Catalunya. Construïda entre 1870 i 1880.

## Descripció
És un edifici civil, una casa de planta baixa coberta per una teulada de dues vessants i el carener perpendicular a la façana. Destaca especialment pel frontó triangular que li dona un aire marcadament neoclàssic. També són destacables les escalinates que flanquegen l'edifici: dues escales, una a cada banda, condueixen a una terrassa que representa l'accés principal a l'edifici, i a cada costat del mateix, sengles escalinates que condueixen a terrasses laterals. Totes estan fetes amb balustrades de tipus neoclàssic, avui dia en bastant mal estat de conservació. Com a ornamentació només es pot esmentar els guardapols de les finestres de mig punt.